# Деведаши
Деведаши (азерб. Dəvədaşı) — село у Кельбаджарському районі Азербайджану. Село розташоване на трасі «Північ — Південь», за 35 км на південний захід від міста Мартакерта, поруч з селами Дрмбон, Мєхмана, Члдран та Кочохот.

## Пам'ятки
В селі розташоване джерело 19 століття, хачкар 11-13 ст., церква монастирю «Аменапркіч» 12-13 ст., цвинтар 12-13 ст., селище 12-13 ст. та каплиця 13 ст.